# Svartspråk

Mordors flagga, landet där Svartspråk talas

Svartspråket (på engelska Black Speech) är ett konstgjort språk som J.R.R. Tolkien utvecklade i trilogin Härskarringen. Enligt boken skapades språket i andra åldern av Sauron, som avsåg det som ett gemensamt språk för dem som tjänade honom, exempelvis orcher.
Det mest kända exemplet på svartspråket är förmodligen inskriptionen på Den enda ringen: Ash nazg durbatulûk, ash nazg gimbatul, ash nazg thrakatulûk agh burzum-ishi krimpatul. "En ring att sämja dem, en ring att främja dem, en ring att djupt i mörkrets vida riken tämja dem" (eng: "One Ring to rule them all, One Ring to find them, One Ring to bring them all and in the Darkness bind them").
Det enda ytterligare exemplet på talat svartspråk kommer från en svärande orch: Uglúk u bagronk sha pushdug Saruman-glob búbhosh skai. Detta sägs vara en förvanskad form av språket, och Tolkien har givit oss två olika översättningar: "Uglúk to the cesspool, sha! the dungfilth; the great Saruman-fool, skai!", eller "Uglúk to the dung-pit with stinking Saruman-filth, pig-guts, gah!"
I Åke Ohlmarks översättning av The Lord of the Rings kallas språket "svarta språket". "Svartspråket" är den beteckning som används i översättningen av Erik Andersson från 2005.
Svartspråket har legat till grund för svartiska, som används i svenska lajvkretsar.

## Fonologi
Konsonanter: b d g gh k l m n p r s sh t th z. De uttalas som i svenskan, med följande tillägg:
- gh representerar ett tonande ach-ljud /ɣ/ som g i spanskans fuego
- sh representerar det främre uttalet av svenskt sje-ljud /ʃ/
- th representerar ett tonlöst läspljud /θ/ som i engelskans thing
- z representerar ett tonande s-ljud /z/ som i engelskans zap

Vokaler: a â i o u ú û. Vokalerna har klassiskt uttal, d.v.s. de uttalas som på svenska med skillnaden att o uttalas som svenskt å i håll och u som svenskt o i snodd. Cirkumflex ^ markerar lång vokal. Det är inte helt klart vad som är skillnaden i uttal mellan ú och û; kanske är ú en något kortare variant. Bokstavsföljden ai representerar troligtvis en diftong.

## Syntax
- Språket verkar inte markera bestämd artikel. Den engelska översättningens "the" har inget motsvarande ord i texterna.

- Substantivet burzum "mörkret" tycks vara bildat med en abstrakt substantivändelse -um från adjektivet búrz "mörk", som uppträder i Lugbúrz "mörka tornet".

- -ishi är uppenbarligen en lokativändelse, som tillfogas substantiv och kan översättas "i": Burzum-ishi "mörkret-i".

- I ringversen förekommer sekvensen -atulûk som ändelse på många verb. Det motsvarar den engelska översättningens "(to) ... them all". Den kortare varianten -atul, som motsvarar "(to) ... them" i engelskan, tyder på att ändelsen -ûk betyder "alla". Det återstående -atul kan kanske delas upp en infinit verbändelse, förslagsvis -at-, och ett pronomensuffix för objekt i tredje person pluralis: -ul "dem".